# العلاقات التركية القرغيزستانية
العلاقات التركية القيرغيزستانية هي العلاقات الثنائية التي تجمع بين تركيا وقيرغيزستان.

## مقارنة بين البلدين
هذه مقارنة عامة ومرجعية للدولتين:
| وجه المقارنة                                              | تركيا         | قيرغيزستان                      |
| --------------------------------------------------------- | ------------- | ------------------------------- |
| المساحة (كم2)                                             | 783.56 ألف    | 199.95 ألف                      |
| عدد السكان (نسمة)                                         | 80.14 مليون   | 6.20 مليون                      |
| الكثافة السكانية (ن./كم²)                                 | 102.28        | 31.01                           |
| العاصمة                                                   | أنقرة         | بيشكك                           |
| اللغة الرسمية                                             | اللغة التركية | اللغة الروسية، اللغة القيرغيزية |
| العملة                                                    | ليرة تركية    | سوم قيرغيزستاني                 |
| الناتج المحلي الإجمالي (بليون دولار)                      | 851.10 مليار  | 7.56 مليار                      |
| الناتج المحلي الإجمالي (تعادل القوة الشرائية) بليون دولار | 1.57 تريليون  | 20.45 مليار                     |
| الناتج المحلي الإجمالي الاسمي للفرد دولار أمريكي          | 9.12 ألف      | 1.10 ألف                        |
| الناتج المحلي الإجمالي للفرد دولار أمريكي                 | 19.79 ألف     |                                 |
| مؤشر التنمية البشرية                                      | 0.761         | 0.655                           |
| رمز المكالمات الدولي                                      | +90           | +996                            |
| رمز الإنترنت                                              | .tr           | .kg                             |
| المنطقة الزمنية                                           | ت ع م+03:00   | ت ع م+06:00                     |

## مدن متوأمة
في ما يلي قائمة باتفاقيات التوأمة بين مدن تركية وقيرغيزستانية:
- ترتبط أنقرة مع بيشكك باتفاقية توأمة منذ 1990.
- ترتبط إزمير مع بيشكك باتفاقية توأمة منذ 1995.[15][15][15][15]
- ترتبط أماسية مع أوش باتفاقية توأمة.

## منظمات دولية مشتركة
يشترك البلدان في عضوية مجموعة من المنظمات الدولية، منها:
| علم المنظمة | اسم المنظمة                                                | تاريخ انضمام تركيا | تاريخ انضمام قيرغيزستان |
| ----------- | ---------------------------------------------------------- | ------------------ | ----------------------- |
|             | بنك التنمية الآسيوي                                        | 1991               | 1994                    |
|             | وكالة ضمان الاستثمار متعدد الأطراف                         | 3 يونيو 1988       | 21 سبتمبر 1993          |
|             | الأمم المتحدة                                              | 24 أكتوبر 1945     | 2 مارس 1992             |
|             | العملية المشتركة للاتحاد الأفريقي والأمم المتحدة في دارفور | ?                  | ?                       |
|             | منظمة التعاون الإسلامي                                     | 25 سبتمبر 1969     | ?                       |
|             | منظمة حظر الأسلحة الكيميائية                               | ?                  | ?                       |
|             | منظمة التجارة العالمية                                     | 26 مارس 1995       | ?                       |
|             | منظمة الشرطة الجنائية الدولية                              | ?                  | ?                       |
|             | منظمة الأمن والتعاون في أوروبا                             | 25 يونيو 1973      | 30 يناير 1992           |
|             | مؤسسة التنمية الدولية                                      | 22 ديسمبر 1960     | 24 سبتمبر 1992          |
|             | يونسكو                                                     | 4 نوفمبر 1946      | 2 يونيو 1992            |
|             | الاتحاد البريدي العالمي                                    | ?                  | ?                       |
|             | البنك الدولي للإنشاء والتعمير                              | 11 مارس 1947       | 18 سبتمبر 1992          |
|             | اتفاقية السماوات المفتوحة                                  | ?                  | ?                       |
|             | الاتحاد الدولي للاتصالات                                   | 1866               | 20 يناير 1994           |
|             | مؤسسة التمويل الدولية                                      | 19 ديسمبر 1956     | 11 فبراير 1993          |

## وصلات خارجية
- موقع وزارة الخارجية التركية
- موقع وزارة الخارجية القيرغيزستانية